# Kadeřavec
Kadeřavec je malá vesnice, část města Turnov v okrese Semily. Nachází se asi 2,5 kilometru jihozápadně od Turnova.
Kadeřavec leží v katastrálním území Mašov u Turnova o výměře 6,7 km².

## Historie
První písemná zmínka o vesnici pochází z roku 1543.